# الكتبي (إله)
الكتبي: كان إلهًا عربيًا شماليًا. واسمه يعني "الكاتب"؛ من الجذر السامي (ك ت ب) الذي يعني "الكتابة". اكتشف الباحث ستروجل عام 1959 نحتاً عند سفح جبل رم في الأردن مخصص للكتبي. كما عثر على نقش آخر في وادي الصياغ، على الطريق المؤدي إلى النبع الرئيسي للبتراء، يحتوي عبارة "أمام كُتبَي، هو هذا الإله". بالإضافة إلى مواقع أخرى حول الجزيرة العربية فيها نقوش مخصصة له.
ويجري تمثيل الإله "كتبا" على شكل ووثن مقدس في وادي رم إلى جانب العزى. أما جنس هذا الإله فمتنازع عليه. ونظرًا لأن اسم الإله مشتق من جذر كلمة (ك ت ب)، فيُعتقد أن كتبا كان إلهًا للعقل بما في ذلك الكتابة.
جلب الأنباط والقبائل العربية التجارية الأخرى عبادة الكتبي من البتراء في الأردن إلى مصر. تم اكتشاف معبد للإله في قصر الغيط، مبني على الطراز المصري المميز. قاعدة المذبح في هذا المعبد، مكتوب عليها الإهداء النبطي: "من هَويَرو بن جِرَم إلى الكتبي".
وفي العصر الهلنستي ارتبط الكتبي بهيرمس وميركوري. ربما كان ربطه بهيرميس تفسيرًا خاطئًا، حيث يمكن تشبيه تمييز الكتبي كإله الكتابة بهرمس المثلث بالعظمة، ومن هنا جاء الربط مع هرمس.

## روابط خارجية
- الديانة النبطية
- الإله أكتاب-كتباي وإكنوغرافيته